# Franciszek Łachowski
Franciszek Łachowski (ur. 30 kwietnia 1932 w Woli Zarczyckiej, zm. 8 stycznia 2014) – polski działacz partyjny i państwowy, w latach 1975–1981 wicewojewoda lubelski.

## Życiorys
Syn Wojciecha i Moniki. Zdobył wykształcenie wyższe magisterskie. W 1966/7 wstąpił do Polskiej Zjednoczonej Partii Robotniczej. Zasiadał w egzekutywie Komitetu Powiatowego PZPR w Tomaszowie Lubelskim. Od czerwca 1975 do 1980 lub ok. kwietnia 1981 zajmował stanowisko wicewojewody lubelskiego. Od 1975 był członkiem Komitetu Wojewódzkiego PZPR w Lublinie, od 1975 do 1978 zasiadał w jego egzekutywie.
Był żonaty, miał córkę i syna. 16 stycznia 2014 został pochowany na Cmentarzu ewangelicko-augsburskim w Warszawie (aleja 32, grób 61a).